# 클라우드 나인 (e스포츠)
클라우드 나인(Cloud9)은 미국의 리그 오브 레전드, 발로란트, 배틀그라운드 모바일, 오버워치, 월드 오브 워크래프트, 전략적 팀 전투, 카운터-스트라이크: 글로벌 오펜시브, 포트나이트, 하스스톤 프로게임단이다.

## 리그 오브 레전드

### 연혁
- 2012년 12월 4일 : Cloud9 창단

### 소속 선수
- 감독 : 맥스웰 왈도
- 코치 : 성상현, 정수환, 마리우스 오네, 트리스탄 스티뎀

### 주요 성적
- 리그 오브 레전드 챔피언십 시리즈 2021 락인 준우승
- 리그 오브 레전드 챔피언십 시리즈 2021 스프링 1위
- 리그 오브 레전드 챔피언십 시리즈 2021 미드 시즌 쇼다운 우승
- 미드 시즌 인비테이셔널 2021 5위
- 리그 오브 레전드 챔피언십 시리즈 2021 서머 4위
- 리그 오브 레전드 챔피언십 시리즈 2021 챔피언십 3위
- 리그 오브 레전드 월드 챔피언십 2021 8강
- 리그 오브 레전드 챔피언십 시리즈 2022 락인 4강
- 리그 오브 레전드 챔피언십 시리즈 2022 스프링 4위

## 발로란트

### 주요 성적
- 발로란트 챔피언스 투어 2023 락인 16강

## 같이 보기
- 리그 오브 레전드 챔피언십 시리즈(LCS)